# KFC Duffel
Maillots
Dernière mise à jour : 24 juillet 2020.
Le Koninklijke Football Club Duffel était un club de football belge localisé dans la commune de Duffel dans la province d'Anvers. Fondé en 1922, ce club portait du matricule 284 et ses couleurs étaient le jaune et le rouge. Le club débuta la 2019-2020 en Division 2 Amateur, mais l'équipe première déclara forfait et n'acheva pas l'exercice . C'était la 56e saison en séries nationales, dont 49 au quatrième niveau national, un record en Belgique.
En juillet 2020, le matricule est toujours inscrit à la fédération mais aucune équipe n'est inscrite en vue de la saison 2020-2021. Un nouveau cercle, le SC Duffel, a été fondé et affilié à la fédération qui lui attribue le matricule 9735 (voir ci-après).

## Histoire

### Naissance dans un café
Le FC Duffel voit le jour juste après la Première Guerre mondiale dans un café de la localité, le « Sportwereld ». Ce café est tenu par un certain Gust Verhoeven, également un fervent sympathisant d'un club proche, le TSV Lyra. Durant le conflit, les jeunes gens ont pratiqué librement le football dans les environs, influencés par les premiers exploits des grands clubs du moment dans les villes peu éloignées, comme le Racing ou le Football Club à Malines, le Liersche et le Lyra à Lierre, ou encore le Boom FC à Boom.
Le café de Verhoeven est fréquenté par la jeunesse locale, dont essentiellement celle du milieu du patronage. Le 10 novembre 1922, le bistrotier écrit à la Fédération pour connaître les modalités d'inscription d'un nouveau club. Peu après la réception de la réponse, le 19 novembre 1922, le Football Club Duffel est constitué. Grâce aux archives du club, on apprend qu'à l'époque, la cotisation annuelle d'un club auprès de l'URBSFA est de 10 francs belges, plus un franc par membre inscrit.

### Problèmes de communication avec l'URBSFA
Une semaine après la création du club, Verhoeven reçoit une convocation pour le 23 novembre 1922 devant le Comité Provincial d'Anvers. Celui-ci veut être certain que la création du club n'est pas un « délire d'ivrognes » et demande à recevoir le responsable du club. Une rapide réunion a lieu au « Sportwereld » pour désigner un comité temporaire, dont Gust Verhoeven est élu président. Mais personne ne se présente devant le « CP » à la date du 23 novembre. Aucune autorisation n'est accordée pour les matches amicaux demandés contre le Racing de Malines et le Maccabi Anvers car le FC Duffel n'est toujours pas membre officiel de la Fédération et n'existe donc pas aux yeux de celle-ci. De plus, la nouvelle association ne dispose d'aucun terrain homologué.
Le 13 janvier 1923, une nouvelle réunion du « CP » se déroule mais toujours sans le moindre représentant du FC Duffel. Des courriers sont transmis et une nouvelle convocation est fixée au 25 février. Mais ce jour-là, le club ne donne toujours aucun signe de vie. Les courriers officiels étant le plus souvent rédigés en français à l'époque, l'Union Belge renvoie une nouvelle convocation, cette fois en néerlandais, pour une réunion fixée au 1er mars 1923. Dans celle-ci, la fédération menace explicitement le club de rejeter sa demande d'affiliation s'il ne se présente pas. Le message est alors compris par la direction du club, qui répond favorablement aux demandes de la fédération et renseigne les coordonnées de son terrain. Le premier match amical du club se déroule le 22 avril 1922, à Lierre, face à Sint-Jozefskring. Six jours plus tard, il reçoit la confirmation officielle de son affiliation à l'Union Belge.
Les soucis ne s'arrêtent cependant pas là pour le FC Duffel. Son premier terrain est déclaré non-conforme par les instances de la Fédération. En effet, il est trop petit, sans herbe et parsemé de bacs à sable. De plus, il se trouve le long de la Nèthe où le ballon termine régulièrement sa course, ce qui handicape les joueurs qui doivent jouer avec un ballon alourdi par l'eau. La recherche d'un nouveau terrain prend du temps car à l'époque, peu de propriétaires sont enclins à louer ou prêter leur pâture à des équipes de football, sport vu comme une activité « dégradante » par beaucoup d'adultes.
Finalement, le 18 mai 1923, l'Union Belge annonce l'affiliation comme club effectif du FC Duffel et l'acceptation de ses couleurs officielles, le rouge et le jaune. Le club débute dans les compétitions régionales quelques mois plus tard. En décembre 1926, le club reçoit le matricule 284. 

### Premier passage par les séries nationales
le FC Duffel progresse rapidement dans la hiérarchie régionale. Après une première montée en 1928, le club rejoint l'élite provinciale, à l'époque la deuxième provinciale en 1931. Un an plus tard, il remporte le titre et atteint pour la première fois la Promotion, à l'époque troisième et dernier niveau national. Le club continue d'obtenir des bons résultats et termine à la cinquième place au terme des deux premières saisons qu'il dispute en nationales. Il fait encore mieux en 1935 et remporte le titre dans sa série.
Le club est promu en Division 1, nom porté par le deuxième niveau national à l'époque. La transition est plus compliquée pour le club qui doit lutter pour son maintien. Il termine de justesse au-dessus de la zone de relégation pendant deux ans, avec une onzième place comme meilleur résultat historique en 1936. Hélas, le club termine dernier en 1938 et redescend en Promotion. Douze mois plus tard, il subit une seconde relégation consécutive et doit quitter les séries nationales après sept saisons de présence.

### Deux décennies majoritairement dans les séries provinciales
Après cette relégation, le déclenchement de la Seconde Guerre mondiale interrompt les compétitions, qui ne reprennent qu'en 1941. Le club joue alors en deuxième provinciale, dont il remporte le titre en 1944. La reprise des combats à la fin du conflit reporte le retour du FC Duffel en Promotion d'un an. Ce retour est de courte durée, le club termine avant-dernier de sa série en 1946 et redescend en provinciales après une saison.
Les années suivantes, le club stagne en milieu de classement, frôlant même la relégation en 1950. Finalement, il profite de la réforme des compétitions nationales décidée en 1952 pour revenir en nationales. Cette réforme mène à la création d'un nouveau quatrième niveau national, qui hérite du nom de Promotion. Ce changement permet à plus de clubs de monter en nationales, ce dont profite Duffel, troisième au terme du championnat précédent. Le 11 septembre 1952, le club est reconnu « Société Royale » et change son nom en Koninklijke Football Club Duffel.
La découverte de cette « nouvelle Promotion » ne se fait pas sans difficultés. Le club termine en milieu de classement à la fin des deux premières saisons qu'il y dispute. Par contre, il finit avant-dernier en 1955 et est condamné à retourner en première provinciale. Trois ans plus tard, il chute en deuxième provinciale et évite de peu une nouvelle relégation la saison suivante. Il remporte sa série en 1961 pour remonter en « P1 » et termine vice-champion provincial l'année qui suit. Il remporte ensuite le tour final provincial et décroche ainsi une nouvelle montée en Promotion.

### Plus de trente ans en Promotion
Revenu en Promotion en 1962, le KFC Duffel se stabilise rapidement en milieu de classement. Jamais vraiment menacé de relégation mais jamais non plus candidat aux premières places, le club termine entre la neuvième et la onzième place durant six saisons, suivies par trois saisons conclues en septième position. Il réalise un de ses meilleurs résultats en 1972 avec une troisième place finale à égalité de points avec le deuxième. Le club réédite cette performance en 1975 et 1977.
Le club rentre un peu dans le rang les saisons suivantes, finissant aux alentours de la septième place. En 1985, il décroche une belle quatrième place dans sa série, son meilleur résultat de la décennie. Il recule encore dans la hiérarchie tout au long de la seconde moitié des années 1980 et échappe de peu à la relégation en 1991, terminant treizième, juste devant le premier relégable. Le club se redresse les saisons suivantes, jusqu'à finir cinquième en 1994 tout en remportant le classement d'une tranche du championnat. Cette victoire intermédiaire lui permet de participer à la première édition du tour final pour la montée en Division 3. Sèchement battu 4 buts à 0 par le Racing Club Tournaisien au premier tour, le club n'est pas promu. Deux ans plus tard, il termine quatorzième dans sa série, une position de relégable. Après 34 saisons consécutives en Promotion, un record qui tient toujours, le KFC Duffel est relégué en première provinciale.

### Retour difficile en provinciales, redressement et remontée en Promotion
Après cette relégation, le club ambitionne de remonter directement en nationales. Il échoue dans cet objectif et voit partir ses meilleurs joueurs en fin de saison. Les années qui suivent sont difficiles pour le club, qui lutte pour se maintenir en « P1 ». Quatorzième en 2001, il chute en deuxième provinciale. Il remonte directement via le tour final mais ce retour ne dure qu'une saison pour le club, relégué à nouveau en 2003. Il remporte sa série de « P2 » douze mois plus tard et remonte parmi l'élite provinciale. Il dispute le tour final pour la montée les deux saisons qui suivent, sans succès. Après une saison plus difficile, le club remporte le titre provincial en 2008 et remonte en Promotion.
Le KFC Duffel termine à la sixième place pour son retour, tout comme la saison suivante. Cette saison-là, il remporte également une tranche du championnat et participe ainsi au tour final pour la montée. Il y est battu 2-0 au premier tour par le R. FC Huy et n'est donc pas promu. Le club conclut les deux saisons suivantes en milieu de classement, à l'abri des positions dangereuses. Il dispute en 2014-2015 sa 44e saison en Promotion, ce qui constitue un record.

### Amende fiscale et banqueroute
Lors de la saison 2019-2020, le club entame sa 49e saison au 4e niveau nationale mais annonce en janvier 2020 qu'il ne la termine pas . En cause, une amende de plus de 10 000 euro infligée par l'administration fiscale car le club n'a pas payé la TVA sur des boissons offerts aux équipes d'âge! Très sérieusement endetté, le matricule 289 ne peut plus subvenir à ses obligations fina,cières. Non-payés, les joueurs renoncent. Le forfait général est prononcé. Tous les points sont retirés. En 2020-2021, certains attendent le K.FC Duffel en Première provinciale anversoise avec neuf points de pénalité. D'autres pistes parlent d'un redémarrage en quatrième division provinciale. En juillet 2020, le matricule est toujours existant à la fédération mais il ne 'agit plus que d'une coquille vide. À termes, Le matricule 289 sera radié.

### Fondation d'un nouveau club: SC Duffel
Les dirigeants du K. FC Duffel n'ont d'autres solution que de fonder une nouvelle entité: le Sporting Club Duffel qui est affilié à l'RBFA et reçoit le matricule 9735. Ce club conserve les couleurs "Rouge et Jaune" et reprend les installations de l'ancien "K. FC Duffel". Le club dispute la saison 2020-2021 dans la série "4C" de la Province d'Anvers .

## Résultats dans les divisions nationales
Statistiques mises à jour le 24 juillet 2020 (terme de la saison 2019-2020)

### Palmarès
- 1 fois champion de Division 3 en 1935

### Bilan
| Niv | Divisions     | Jouées | Titres | TM Up | TM Down |
| --- | ------------- | ------ | ------ | ----- | ------- |
| I   | 1re nationale | 0      | 0      |       |         |
| II  | 2e nationale  | 3      | 0      |       |         |
| III | 3e nationale  | 5      | 1      |       |         |
| IV  | 4e nationale  | 49     | 0      | 4     |         |
| V   | 5e nationale  | 0      | 0      |       |         |
|     |               |        |        |       |         |
|     | TOTAUX        | 57     | 1      | 4     | 0       |

- TM Up : test-match pour départager des égalités, ou toutes formes de Barrages ou de Tour final pour une montée éventuelle.
- TM Down : test-match pour départager des égalités, ou toutes formes de Barrages ou de Tour final pour le maintien.

### Classements saison par saison
| Ordre               | Saison  | Nom du club  | Niveau                         | Classement final | Remarques                                               |
| ------------------- | ------- | ------------ | ------------------------------ | ---------------- | ------------------------------------------------------- |
| 1                   | 1932-33 | FC Duffel    | Promotion (D3) série B         | 5e/14            |                                                         |
| 2                   | 1933-34 | FC Duffel    | Promotion (D3) série B         | 5e/14            |                                                         |
| 3                   | 1934-35 | FC Duffel    | Promotion (D3) série B         | 1er/14           | Champion et promu!                                      |
| 4                   | 1935-36 | FC Duffel    | Division 1 (D2) série B        | 11e/14           |                                                         |
| 5                   | 1936-37 | FC Duffel    | Division 1(D2) série B         | 12e/14           |                                                         |
| 6                   | 1937-38 | FC Duffel    | Division 1(D2) série A         | 14e/14           | Relégué!                                                |
| 7                   | 1938-39 | FC Duffel    | Promotion (D3) série D         | 12e/14           | Relégué!                                                |
| séries régionales   |         |              |                                |                  |                                                         |
| 8                   | 1945-46 | FC Duffel    | Promotion (D3) série B         | 18e/19           | Relégué!                                                |
| séries provinciales |         |              |                                |                  |                                                         |
| 9                   | 1952-53 | K. FC Duffel | Promotion série D              | 10e/16           |                                                         |
| 10                  | 1953-54 | K. FC Duffel | Promotion série C              | 9e/16            |                                                         |
| 11                  | 1954-55 | K. FC Duffel | Promotion série B              | 15e/16           | Relégué!                                                |
| séries provinciales |         |              |                                |                  |                                                         |
| 12                  | 1962-63 | K. FC Duffel | Promotion série B              | 9e/16            |                                                         |
| 13                  | 1963-64 | K. FC Duffel | Promotion série A              | 10e/16           |                                                         |
| 14                  | 1964-65 | K. FC Duffel | Promotion série D              | 11e/16           |                                                         |
| 15                  | 1965-66 | K. FC Duffel | Promotion série C              | 11e/16           |                                                         |
| 16                  | 1966-67 | K. FC Duffel | Promotion série A              | 11e/16           |                                                         |
| 17                  | 1967-68 | K. FC Duffel | Promotion série B              | 9e/16            |                                                         |
| 18                  | 1968-69 | K. FC Duffel | Promotion série C              | 7e/16            |                                                         |
| 19                  | 1969-70 | K. FC Duffel | Promotion série B              | 7e/16            |                                                         |
| 20                  | 1970-71 | K. FC Duffel | Promotion série C              | 7e/16            |                                                         |
| 21                  | 1971-72 | K. FC Duffel | Promotion série D              | 3e/16            |                                                         |
| 22                  | 1972-73 | K. FC Duffel | Promotion série C              | 8e/16            |                                                         |
| 23                  | 1973-74 | K. FC Duffel | Promotion série C              | 12e/16           |                                                         |
| 24                  | 1974-75 | K. FC Duffel | Promotion série C              | 3e/16            |                                                         |
| 25                  | 1975-76 | K. FC Duffel | Promotion série B              | 9e/16            |                                                         |
| 26                  | 1976-77 | K. FC Duffel | Promotion série C              | 3e/16            |                                                         |
| 27                  | 1977-78 | K. FC Duffel | Promotion série D              | 7e/16            |                                                         |
| 28                  | 1978-79 | K. FC Duffel | Promotion série C              | 7e/16            |                                                         |
| 29                  | 1979-80 | K. FC Duffel | Promotion série D              | 6e/16            |                                                         |
| 30                  | 1980-81 | K. FC Duffel | Promotion série B              | 7e/16            |                                                         |
| 31                  | 1981-82 | K. FC Duffel | Promotion série C              | 11e/16           |                                                         |
| 32                  | 1982-83 | K. FC Duffel | Promotion série B              | 10e/16           |                                                         |
| 33                  | 1983-84 | K. FC Duffel | Promotion série B              | 7e/16            |                                                         |
| 34                  | 1984-85 | K. FC Duffel | Promotion série B              | 4e/16            |                                                         |
| 35                  | 1985-86 | K. FC Duffel | Promotion série B              | 5e/16            |                                                         |
| 36                  | 1986-87 | K. FC Duffel | Promotion série B              | 9e/16            |                                                         |
| 37                  | 1987-88 | K. FC Duffel | Promotion série B              | 6e/14            |                                                         |
| 38                  | 1988-89 | K. FC Duffel | Promotion série B              | 7e/16            |                                                         |
| 39                  | 1989-90 | K. FC Duffel | Promotion série B              | 10e/14           |                                                         |
| 40                  | 1990-91 | K. FC Duffel | Promotion série B              | 13e/16           |                                                         |
| 41                  | 1991-92 | K. FC Duffel | Promotion série B              | 9e/16            |                                                         |
| 42                  | 1992-93 | K. FC Duffel | Promotion série B              | 9e/16            |                                                         |
| 43                  | 1993-94 | K. FC Duffel | Promotion série B              | 5e/16            | Tour final                                              |
| 44                  | 1994-95 | K. FC Duffel | Promotion série B              | 12e/16           |                                                         |
| 45                  | 1995-96 | K. FC Duffel | Promotion série B              | 14e/16           | Relégué!                                                |
| séries provinciales |         |              |                                |                  |                                                         |
| 46                  | 2008-09 | K. FC Duffel | Promotion série B              | 6e/16            |                                                         |
| 47                  | 2009-10 | K. FC Duffel | Promotion série B              | 6e/16            | Tour final                                              |
| 48                  | 2010-11 | K. FC Duffel | Promotion série B              | 7e/16            |                                                         |
| 49                  | 2011-12 | K. FC Duffel | Promotion série B              | 9e/16            |                                                         |
| 50                  | 2012-13 | K. FC Duffel | Promotion série B              | 8e/18            |                                                         |
| 51                  | 2013-14 | K. FC Duffel | Promotion série B              | 2e/16            | Tour final                                              |
| 52                  | 2014-15 | K. FC Duffel | Promotion série B              | 5e/18            |                                                         |
| 53                  | 2015-16 | K. FC Duffel | Promotion série B              | 2e/16            | Promu!                                                  |
| 54                  | 2016-17 | K. FC Duffel | Division 2 Amateur VFV série B | 13e/16           |                                                         |
| 55                  | 2017-18 | K. FC Duffel | Division 2 Amateur VFV série B | 10e/16           |                                                         |
| 56                  | 2018-19 | K. FC Duffel | Division 2 Amateur VFV série B | 8e/16            |                                                         |
| 57                  | 2019-20 | K. FC Duffel | Division 2 Amateur VFV série B | 16e/16           | Forfait général en cours de championnat et relégation ! |

## Anciens joueurs connus
- Colin Andrews, surtout connu comme entraîneur, ancien joueur de Berchem Sport, joue à Duffel lors de la saison 1976-1977.
- Raoul Peeters, lui aussi surtout connu comme entraîneur de plusieurs clubs en Division 1 (KRC Malines, KV Ostende, Beerschot, etc.), joue à Duffel de 1965 à 1971. Il entraîne également le club de 2006 à 2009.